# Pareophora pruni
Pareophora pruni är en stekelart som först beskrevs av Carl von Linné 1758.  Pareophora pruni ingår i släktet Pareophora, och familjen bladsteklar. Arten är reproducerande i Sverige.